# Stephan Fahrig
Stephan Fahrig (Unkel, 20 de noviembre de 1968-23 de enero de 2017) fue un deportista alemán que compitió en remo.
Ganó cinco medallas en el Campeonato Mundial de Remo entre los años 1989 y 1994.
Estudió Ciencias del Deporte y publicó varios artículos de investigación sobre el deporte de remo. Falleció de leucemia a la edad de 48 años.

## Palmarés internacional
| Representando a la RFA   |                               |                   |                           |
| Campeonato Mundial       |                               |                   |                           |
| Año                      | Lugar                         | Medalla           | Prueba                    |
| 1989                     | Bled (Yugoslavia)             | Medalla de oro    | Cuatro sin timonel ligero |
| 1990                     | Tasmania (Australia)          | Medalla de oro    | Cuatro sin timonel ligero |
| Representando a Alemania |                               |                   |                           |
| Campeonato Mundial       |                               |                   |                           |
| Año                      | Lugar                         | Medalla           | Prueba                    |
| 1992                     | Montreal (Canadá)             | Medalla de bronce | Cuatro scull ligero       |
| 1993                     | Račice (República Checa)      | Medalla de bronce | Dos sin timonel ligero    |
| 1994                     | Indianápolis (Estados Unidos) | Medalla de bronce | Cuatro sin timonel ligero |